# M. Moleiro Editor
M. Moleiro Editor è una casa editrice spagnola specializzata nella riproduzione di elevata qualità di codici, mappe e manoscritti miniati, quasi-originali in edizioni limitate. Nata a Barcellona nel 1991, la ditta ha riprodotto numerose opere d'arte illustrate della storia, principalmente medievale.

## Origini
Nel 1976, ancora studente, Manuel Moleiro fondò la casa editrice Ebrisa e pubblicò una serie di libri d'arte, scienze e cartografia partecipando a diversi progetti in collaborazione con Times Books, Enciclopedia Britannica, MacMillan, Edita, L'Imprimerie Nationale e con Franco Maria Ricci.
Successivamente, nel 1991, creò una nuova ditta con il suo nome come marchio. Da quel momento si è specializzato nella riproduzione esatta di diversi gioielli bibliografici del Medioevo e del Rinascimento, grazie ai permessi ottenuti da parte delle principali biblioteche e musei mondiali come La Bibliothèque nationale de France, la British Library, la Morgan Library & Museum, il Metropolitan Museum of Art di New York, la Biblioteca Nazionale di Russia, la Huntington Library e la Fondazione Calouste Gulbenkian di Lisbona. Ogni singola riproduzione è sempre accompagnata da un volume esplicativo realizzato da specialisti accademici del settore.

## Attività
Le pubblicazioni di M. Moleiro Editor sono talmente esatte da risultare molto difficili da distinguere dai capolavori originali. Per questo motivo l'editore decise di chiamare i suoi lavori, che vanno oltre la semplice copia, come «quasi-originali». Tutti i manoscritti prodotti da M. Moleiro sono prime ed uniche edizioni realizzate in 987 esemplari, e vengono sempre accompagnati da un documento di autenticità notarile.
Nel 2001 il quotidiano britannico The Times considerò questo lavoro editoriale come «l'arte della perfezione» e un anno dopo la redattrice Allegra Stratton scrisse che «Il Papa dormiva con un quasi-originale di Moleiro accanto al  letto». 
Con il tempo, a Papa Giovanni Paolo II si aggiunsero altre personalità conosciute a livello mondiale come gli ex Presidenti degli Stati Uniti Jimmy Carter, Bill Clinton e George Bush, il premio Nobel José Saramago, il presidente del Portogallo Aníbal Cavaco Silva ed il Re Juan Carlos di Spagna.

## Capolavori di M. Moleiro Editor
Tra le opere più importanti riprodotte da M. Moleiro si trovano le seguenti:
Beato di Liébana, Beato di San Pedro de Cardeña, Beato di San Andrés de Arroyo, Beato di Silos, Beato di Ferdinando I e Donna Sancha e Beato di Girona. Ha inoltre pubblicato tre volumi della Bibbia di San Luigi, una Bibbia che gioca un importante ruolo nella storia dell'arte universale , che contiene un totale di 4887 miniature. Tra i suoi capolavori esistono anche diversi libri delle ore come il Breviario d'Isabella la Cattolica, le Grandi ore di Anna di Bretagna il Libro delle ore di Giovanna I di Castiglia, il Libro d'ore di Enrico VIII e di Enrico IV di Francia, diversi trattati medici come il Libro delle medicine dei semplici o il Tacuinum Sanitatis oltre a grandi opere di cartografia, come l'Atlante Miller e l'Atlante Vallard.

## Elenco completo dei “quasi-originali”
- Apocalisse 1313
- Apocalisse fiamminga
- Atlante Miller
- Atlante Universale di Diogo Homem
- Atlante Universale di Fernão Vaz Dourado
- Atlante Vallard
- Beato di Liébana, Codice di Girona
- Beato de Liébana, monastero di San Pedro de Cardeña
- Bibbia di San Luigi
- Bibbia moralizzata di Napoli
- Breviario d'Isabella la Cattolica
- Compendium historiae in genealogia Christi
- Gran Libro d'Ore d'Anna di Bretagna
- Libro d'ore – Libro del Golf
- Libro d'ore di Carlo di Angulema
- Libro d'ore di Enrico IV di Francia
- Libro d'ore di Enrico VIII
- Libro d'ore di Giovanna I di Castiglia
- Libro della felicità
- Libro del tesoro
- Libro dei Testamenti
- Salterio anglo-catalano
- Splendor Solis
- Tacuinum Sanitatis
- Theriaká e Alexiphármaka
- Tractatus de Herbis

Edizioni «quasi-originali» – esaurite:
- Apocalisse Gulbenkian
- Beato di Liébana, Codice di Ferdinando I e Donna Sancha di Castiglia e León
- Beato di Liébana, monastero di San Andrés de Arroyo
- Beato di Liébana, monastero di Santo Domingo de Silos
- Carta di Cristoforo Colombo
- Libro d'ore di Carlo VIII
- Libro d'ore di Luigi di Orleans
- Libro d'ore di Maria di Navarra
- Libro delle medicine semplici
- Libro di preghiera di Alberto di Brandeburgo
- Atlante catalano
- Martirologio di Usuardo
- Libro del Cavaliere Zifar
- Theatrum sanitatis